# Jablan
Jablan je naselje, ki se nahaja v jugovzhodni Sloveniji. Ta gručasta vas na skrajnem jugovzhodu Dolenjskega podolja, spada pod občino Mirno Peč. Leži na južnem delu kraške Mirnopeške doline, na terasi na levi strani doline, kjer teče in ponikne reka Temenice. Geografske koordinate naselja so 45°50′16.78″N, 15°5′40.59″E. Stoji na srednji nadmorski višini 269 m (spodnja n.v. 220m, zgornja n. v. 280m). Po razgibanem terenu prevladuje travnati svet, okoliško vrtačasto zakraselo površje pa je proti jugo-vzhodu poraslo z obsežnimi gozdovi Žabjeka.

Skozi vas poteka zgolj ena cesta, tako da je možno v vas priti iz dveh smeri:

→	iz smeri Mirne Peči po dolini Temenice, preko Malenske vasi

→	preko odcepa na cestni povezavi Novo mesto - Mirna Peč, pri naselju Šranga

KRATKA ZGODOVINA:

Ime je naselje dobilo po drevesu jablana. Omenja se že leta 1289 in 1384.

Poleg turških vpadov je Mirno Peč prizadelo več požarov, izbruhnila je tudi kuga. 

V času fužinarstva so v bližini izkoriščali nahajališče železove rude, katero so nato prepeljali do plavža na Dvoru.

Septembra 1876 je ogenj uničil poslopja sedmim kmetom. 

Še v prejšnjem stoletju je bila pot v Mirno Peč čez naselje Šranga, ne pa po dolini temenice. 

Pod Jablan spada tudi zaselek Šranga. Tam je bila včasih zapornica kjer so pobirali cestnino. 

Leta 1943 med 2. svetovno vojno je italijanska vojska s topniškimi napadi na okoliške vasi dosegla tudi Jablan.

Sredi vasi je kapelica kamor so se vaščani zbirali v maju k Šmarnični pobožnosti. 

Vodovod je bil napeljan 1981.

Cesta je bila asfaltirana 1982, kasneje pa se je infrastruktura še razširila.

OPIS NASELJA:

Delitev naselja na ostale kriterije, ne zgolj po prostorski zgradbi:

→	Glede na njegov položaj: na robu terase

→	Glede na razvejanost komunikacije: ob stiku komunikacij

→	Glede na velikost in zasnovo: gručasto naselje

→	Glede na prostorsko specifikacijo: strnjeno

→	Glede na stopnjo izoblikovanosti: pravilno naselje / izrazito

→	Glede na vsebino: ob nastanku kmečko, sedaj kmečko in delavsko naselje

→	Glede na razporeditev parcel: mešana razporeditev parcel

V Jablanu so zelo ponosni na svoje gasilsko društvo PGD Jablan, ki je bilo ustanovljeno leta 1982. V začetku je društvo štelo 52 članov, po zadnjih podatkih pa se je društvo povečalo na 186 članov. Od leta 1985 pa v samem središču vasi stoji gasilni dom, ki je bil leta 2010 tudi prenovljen. Ob samem gasilnem domu pa je tudi vaško športno igrišče, ta pa je center še enega društvo, Športne sekcije Jablan. Zadnja pridobitev pa je manjše smučišče, ki ga pozimi uredijo v neposredni bližini naselja in sicer pod gozdom Žabjek.

NARAVNE LASTNOSTI (povzete po Mirni Peči):

* Geološke značilnosti

Značilnosti, ki jih lahko opazimo v bližini naselja Jablan so: razgibanost in valovitost  terena, odprtost prostora, plitva prst in obilica kamenja na površju. Kamninska podlaga je v glavnem iz skladov apnenca in dolomita triasne, jurske in kredne starosti. Prsti na apnencih so neenake debeline, precej plitve, z izjemo prsti na dnu vrtač in kraških polj, kjer so globoke tudi več metrov. Prevladujejo rjave pokarbonatne prsti, ki so sicer debelejše, vendar precej ilovnate, izprane, težke in slabše rodovitne.
Tla sodijo v sredozemski tip krasa, za katerega so značilna velika kraška polja, visoke planote, dolga obla slemena med posameznimi polji. Kraški vodotoki so odvisni predvsem od padavin.
Naselje je na severo-vzhodno stran zaprto z obsežnim gozdom. Gozd prekriva precejšnje površine, na tem območju, njegova gospodarska vrednost pa je razmeroma majhna. 
V obdobju 1900 - 2000 se je delež gozda in travnikov zaradi deagrarizacije stalno povečeval, medtem ko so se površine njiv, vrtov, sadovnjakov, vinogradov in pašnikov stalno zmanjševale. Vse to kaže na vedno bolj ekstenzivno rabo tal, kar se v pokrajini kaže v zaraščanju travnikov in pašnikov z gozdom, njive pa se spreminjajo v travnike. Kljub temu pa je danes še vedno veliko obdelovalnih površin, kar je videti tudi na ortofoto posnetku (Slika 2). Le del teh pa je na samem dnu Mirnopeške doline, saj je večina polj na sosednjih višje ležečih terasah, kar je logično iz pogleda občasnih poplav reke Temenice. Po dnu so večinoma obdelani in redno košeni travniki.

- Klimatske značilnosti

Po Gamsovi klimatski klasifikaciji spada Mirna Peč v posebno enoto podnebja Osrednje Slovenije. Mirnopeška pokrajina je reliefno zaprta proti ostalim slovenskim pokrajinam in odprta proti Panonski nižini oz. proti SV od koder prihajajo klimatski vplivi panonskega podnebja. Podnebje tako uvrščamo v zmerno celinsko ali subpanonsko podnebje JV Slovenije. Povprečna količina padavin je 1200 - 1350 mm padavin na leto, s primarnim viškom poleti. Izraženi so trije višinski pasovi: dna dolin oziroma kraških depresij, termalni in hribski pas. Naselje spada pod najnižji pas, saj je le nekoliko dvignjen od samega dna Mirnopeške doline. Povprečna aprilska temperatura enaka oktobrski. Značilno je, da je topla doba leta precej daljša od zimske mrzle dobe.

Maksimalne temperature zraka nad 30 °C v poletnih mesecih niso redkost. Povprečna letna temperatura znaša 10.1 °C, kar je nad slovenskim povprečjem. 
Poleti se mirnopeški ravnik precej segreje in za osvežitev poskrbijo pogoste popoldanske nevihte in nalivi, zaradi katerih je tudi za poletne mesece značilna sorazmerna visoka količina padavin (360 mm), kar povzroča precej preglavic pri povečanem pretoku reke Temenice. Snežnih padavin je v povprečju 20 cm na leto, in sicer od novembra do februarja. Število dni s snežno odejo je 52, medtem ko je povprečne višina snežne odeje 36.4 cm.

- Hidrološke značilnosti

Po dnu Mirnopeške doline, v bližini naselja Jablan, teče reka Temenica, ponikalnica , z blagimi zavoji, s pestro vegetacijo in poplavnimi travniki, ki se ob visokih vodah spremenijo v jezero, saj voda poplavi celotno dolino. Temenica, ki pride na dan v Zijalu in ponikne v požiralnikih pod naseljem Vrhovo in je na območju Občine Mirna Peč zaradi svojih značilnih meandrov varovana kot naravna dediščina. 

V dolinah so naplavljene ravne površine z ilovico, in peščeno glino pomešane mehkejše usedline. Večkratni tektonski prelomi so dali pokrajini gričasto obliko. Po tektonski prelomnici pa je strugo vrezala reka temenica.

Temenica redko poplavlja, le v primeru večjih padavin ali taljenja snega. Vendar je v letu 2010 bil nivo reke rekorden v zadnjih 100 letih, kar je povzročilo kar nekaj nevšečnosti, saj je po dolini poplavljena vsa cestna infrastruktura, voda pa je dosegla tudi nekaj naselij. Veliko škodo so si naredili tudi ljudje sami z zasipavanjem požiralnikov ob robu dna doline, saj so s tem še upočasnili pretok vode, kar posledično vpliva na podaljševanje poplav. V tem primeru je samo naselje Jablan varno, saj leži na samem robu terase, ki pa je precej dvignjen, za razliko naselij, ki ležijo na samem dnu ali ob dnu terase. 

VIRI IN LITERATURA

→	PUST, A. Mirna Peč z okolico: nekoč in danes. Mirna Peč: Župnijski urad, 1987

→	KRAJEVNI leksikon Slovenije. 1995. Kladnik, Perko, Orožen Adamič. Ljubljana: DZS

→	Statistični urad Republike Slovenije (Popis prebivalstva 1991, 2002, 2011, 2012)

→	http://sl.wikipedia.org/wiki/Ob%C4%8Dina_Mirna_Pe%C4%8D (Pridobljeno 15.11.2012)

→	http://issuu.com/mirnapec/docs/mirna_pec_junij2 (Pridobljeno 15.11.2012)

→	http://sl.wikipedia.org/wiki/Temenica_%28reka%29 (Pridobljeno 15.11.2012)

→	http://www.mirnapec.si/Upload/Microsoft%20Word%20%20Ocena%20ogro%C5%BEenosti%20ob%C4%8Dine%20Mirna%20Pe%C4%8D_1.pdf%5B%5D (Pridobljeno 15.11.2012)

--Merlinov.david (pogovor) 00:33, 6. marec 2014 (CET)